# Friedhofskapelle (Klosterbeuren)

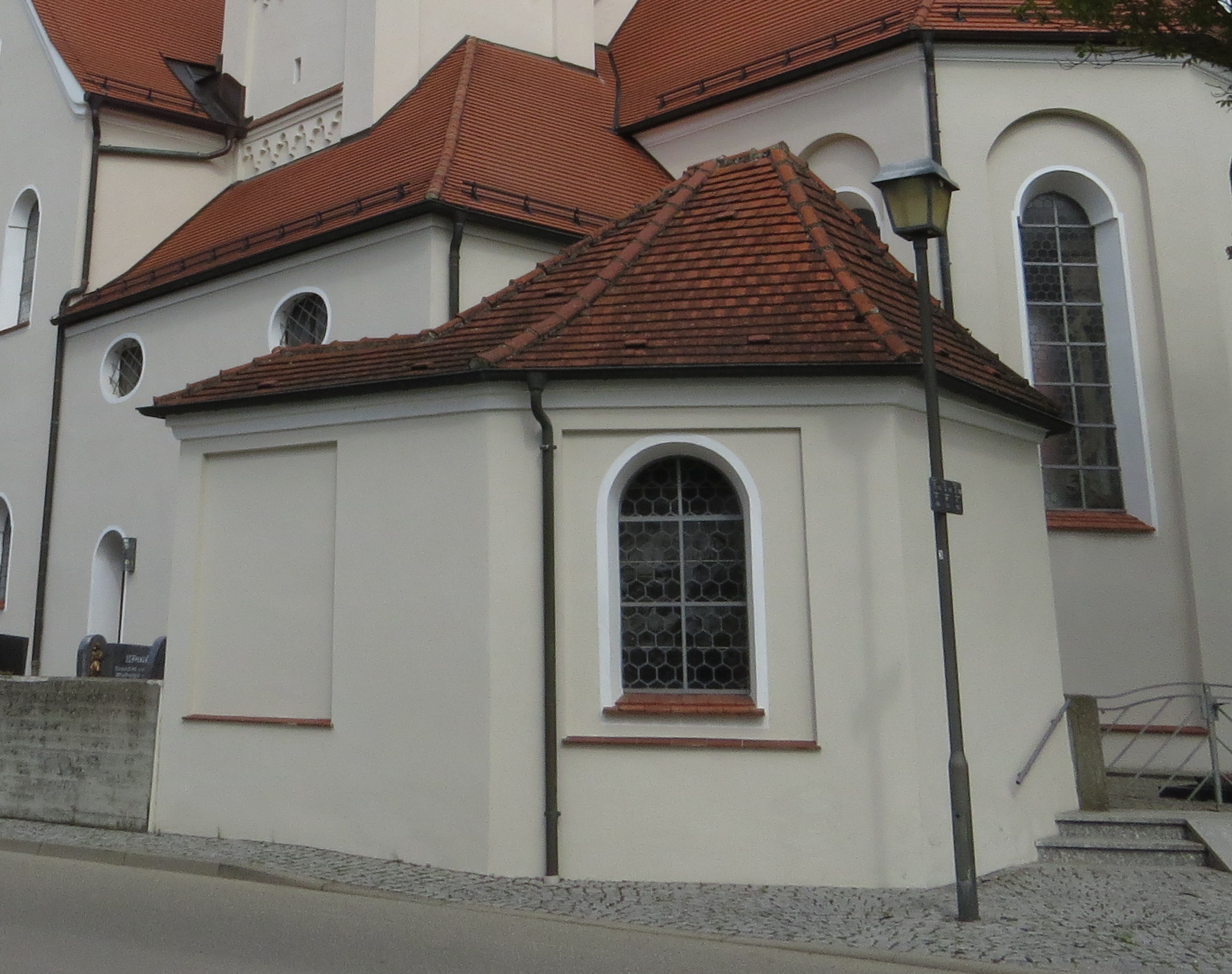
Friedhofskapelle in Klosterbeuren

Die römisch-katholische Friedhofskapelle (auch Totenkapelle oder Gottesackerkapelle genannt) befindet sich in Klosterbeuren, einem Ortsteil von Babenhausen, im Landkreis Unterallgäu, in Bayern. Das kleine Gebäude steht unter Denkmalschutz.

## Baubeschreibung
Die Kapelle steht südöstlich der Kirche St. Ursus auf dem Friedhof. Sie wurde im Jahr 1625 erbaut und ist ein breiter, kurzer, dreiseitig geschlossener Bau. Gedeckt ist sie mit einem Walmdach, darunter verläuft ein profiliertes Gesims. Eine Stichbogentür aus dem 18. Jahrhundert bildet den Zugang an der Westseite der Kapelle. In den Schrägachsen befinden sich rundbogige Fenster.

## Ausstattung
Im Inneren ist eine bemalte Kassettendecke aus dem Jahr 1625 angebracht. Die einzelnen Felder der Kassettendecke zeigen dabei im Chorschluss eine Kreuzigungsgruppe, links davon die heilige Clara, rechts die heilige Elisabeth. Die westliche und größere Kassettenreihe zeigt in den Feldern von Norden beginnend Ranken, den heiligen Michael, das Allianzwappen des Veit Ernst von Rechberg zu Osterberg und seiner Frau Barbara von Gemmingen († 1638). Das Allianzwappen ist mit einer stark verwitterten Inschrift bezeichnet. Ersichtlich ist noch …v. Rechberg geb. hat … malen lassen. Im folgenden Feld ist der heilige Vitus dargestellt, gefolgt von Ranken im anschließenden schmalen Feld.
Der Altar wurde in der Mitte des 18. Jahrhunderts aus Holz gefertigt. Auf der sarkophagförmigen Mensa befindet sich ein kleines Kruzifix und ein, von zwei kleinen Putten flankiertes, gerahmtes Bild der Muttergottes. Ursprünglich befand sich in der Kapelle ein Flügelaltar, der mit 1458 bezeichnet war. Dieser dürfte aus der Klosterkirche gestammt haben und besaß Figuren der Muttergottes, flankiert von der heiligen Katharina und der heiligen Agnes. Die Flügel waren beidseitig bemalt. Er wurde im Jahr 1869 für 1000 fl. an den Gürtler Rauner in Augsburg verkauft.
Eine Grabplatte für Catharina Mayr († 1693) ist innen an der Nordwand angebracht. C. Mayr war die Witwe des hochfürstlichen Kammerrats Marx Mayr aus Augsburg. Sie wurde aus einem Kalksteinrelief gefertigt und ist oben geohrt. Über der Inschrift befindet sich ein Allianzwappen und über dem Scheitel ein Kruzifix. Im Boden sind vier Grabverschlussplatten für Nonnen eingelassen. Diese tragen eingravierte Initialen und die Jahreszahlen 1689, 1700, 1717, 1728.